# کمپولون
شهر کمپولون (به رومانیایی: Câmpulung) در شهرستان ارجش در کشور رومانی واقع شده‌است. جمعیت این شهر ۳۸٬۲۸۵ نفر  است.